# Świdno (powiat grójecki)
Świdno – wieś w Polsce położona w województwie mazowieckim, w powiecie grójeckim, w gminie Mogielnica. Leży  około 7 km na południe od Mogielnicy.

## Historia
Wieś szlachecka położona była w drugiej połowie XVI wieku w powiecie bielskim ziemi rawskiej województwa rawskiego. W latach 1975–1998 miejscowość należała administracyjnie do województwa radomskiego.
Około 3 km od wsi znajduje się dawny przystanek kolejowy Stryków Świdno na linii Kolei Grójeckiej, który od 1920 do 1988 roku obsługiwał rozkładowy ruch pasażerski.

## Pałac
We wsi pod adresem Świdno 48A znajduje się pałac, którego budowę rozpoczęto w 1. połowie XVIII w. dla wojewody rawskiego Stanisława Antoniego Świdzińskiego i jego żony Marianny Dziuli, a dokończono na początku XIX w. staraniem wnuka Stanisława, Antoniego Świdzińskiego, łowczego rawskiego, który zamieszkał w nim z małżonką Urszulą Leszczyńską. Następnie własność hr. Michała Stadnickiego, ożenionego po raz pierwszy z Heleną Świdzińską, po raz drugi z Marianną Chełmicką. 
Pałac jest budową barokowo-klasycystyczną, otoczoną rozległym parkiem krajobrazowym. Murowany z cegły, otynkowany, postawiony został na planie prostokąta z dwoma ryzalitami pośrodku elewacji wzdłużnych, głęboko podpiwniczony, od frontu dwu, a od ogrodu trzykondygnacyjny, z dachem wysokim, czterospadowym, nad ryzalitami wielopołaciowy, kryty blachą. Elewacje dłuższe dziewięcioosiowe, boczne czteroosiowe.  Układ wnętrz dwutraktowy z klatkami schodowymi w częściach skrajnych między traktami. Na pierwszym piętrze między traktami korytarz. Na parterze na osi sień, za nią w trakcie ogrodowym, sala balowa na planie zbliżonym do owalu a z niej wyjście na taras wsparty na arkadach w formie serliany.  Wokół pałacu znajduje się bardzo dobrze zachowany drzewostan parkowy z pomnikowymi okazami drzew, który tarasowo opada w stronę doliny Pilicy.
W latach 90. XX w. pałac wydzierżawiono firmie BuPa Conference Service i przeprowadzono remont, w zakres którego wchodziło: osuszenie najniższej kondygnacji i odrestaurowanie jej wraz z parterem zgodnie z zachowanymi planami. Wnętrza tych kondygnacji odzyskały dawny układ. Pierwsze piętro przystosowano do celów mieszkalnych.
Zespół pałacowo-parkowy z XIX w., w skład którego wchodzi: pałac, park krajobrazowy, neogotycka stróżówka z pierwszej połowy XIX w.  i klasycystyczny spichlerz z 1844, ujęty jest w rejestrze zabytków NID pod numerem rej.: 486/A/62 z 23.10.1962 oraz 157/A z 16.03.1982.

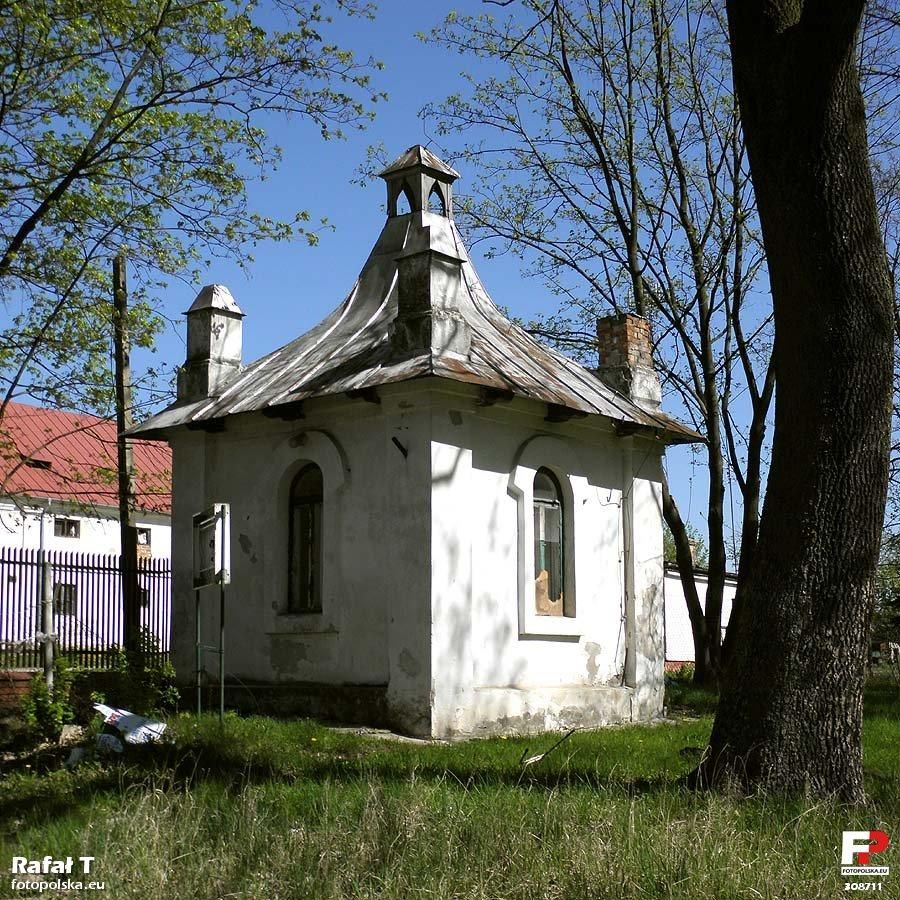
Świdno - stróżówka z pierwszej połowy XIX w. (2012)
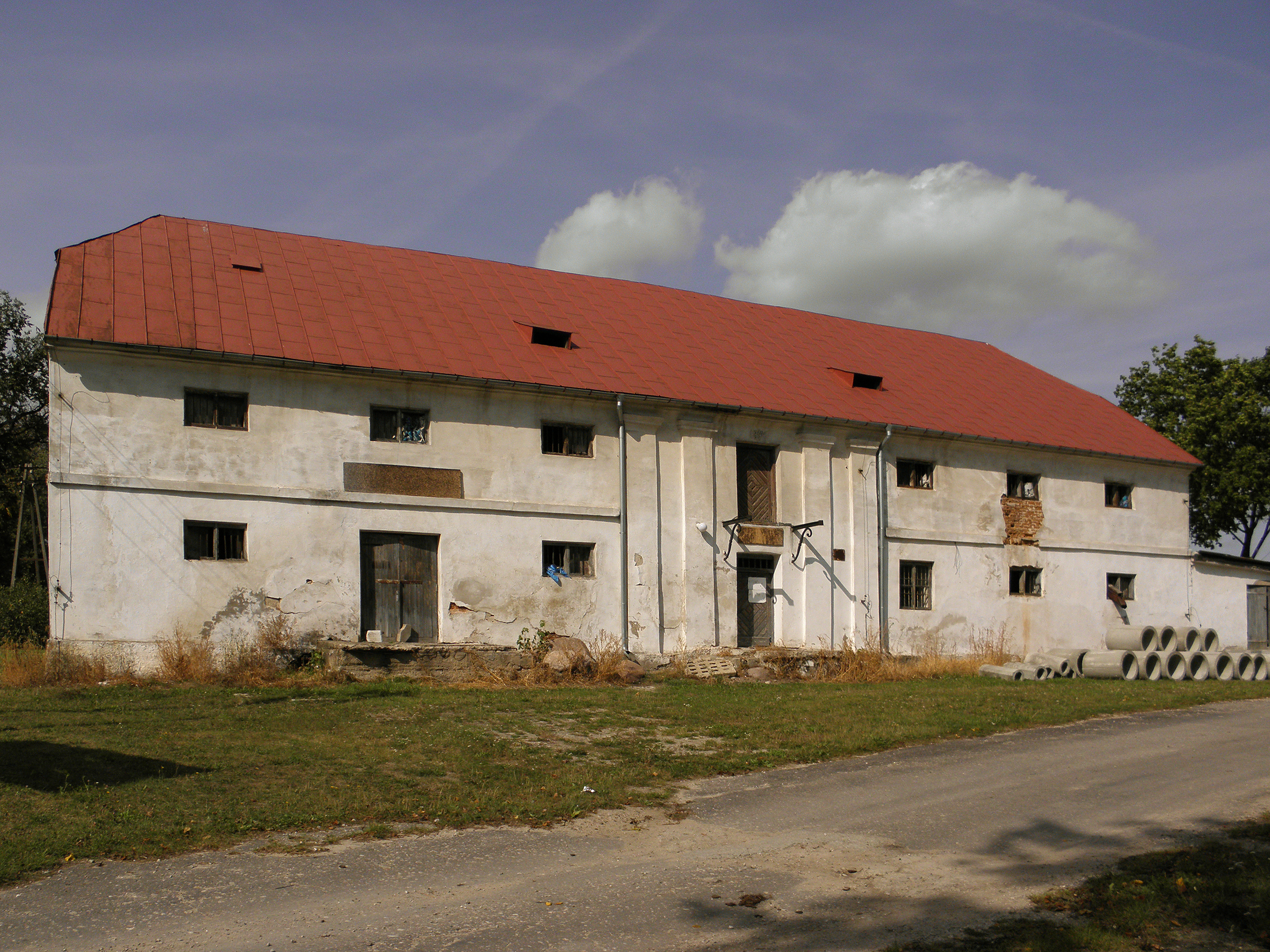
Świdno - spichlerz z 1844 (2012)